# Puig Furgat
El Puig Furgat és una muntanya de 1.334 metres que es troba al municipi de Vilallonga de Ter, a la comarca catalana del Ripollès.